# Доктор Хаус
«Доктор Хаус» (англ. House, M.D.) — американский телесериал о выдающемся враче-диагносте Грегори Хаусе (англ. Gregory House) и его команде. По жанру представляет собой медицинскую драму, но со своеобразной стилизацией; его можно также отнести к детективу или комедии. Сериал пользуется огромной популярностью в мире, был неоднократно отмечен престижными телевизионными наградами: «Пибоди» и «Эмми».
Сериал транслировался на различных телеканалах во многих странах мира, в том числе на нескольких телевизионных каналах на территории стран СНГ. Пилотная серия была выпущена в эфир 16 ноября 2004 года на телеканале FOX. Премьера восьмого сезона состоялась 3 октября 2011 года на том же телеканале, а 8 февраля 2012 года телеканал объявил, что восьмой сезон сериала станет заключительным. 21 мая 2012 года на телеканале FOX вышла последняя, 177-я серия телесериала «Доктор Хаус».
По данным на 2013 год, сериал просмотрели более 80 млн зрителей, и он попал в «Книгу рекордов Гиннесса».

## Общая информация

Логотип телесериала (английская буква H от слова House)

Доктор Хаус (в исполнении английского актёра Хью Лори, получившего за эту роль «Золотой Глобус» в 2006 и 2007 годах) — блестящий диагност со специализацией в двух основных областях: заболевания почек (нефрология) и инфекционные болезни. Однако из-за некоторых особенностей характера он не является любимцем пациентов и коллег: он замкнут, резок и циничен, склонен к бунтарству. Он не обременяет себя соблюдением правил хорошего тона, и временами кажется, что он полностью лишён чувства сострадания (что, однако, неверно). Лучше всего говорят о жизненной позиции Хауса слова доктора Формана: «Он не нарушает правила, он их игнорирует», его любимое утверждение — «Все лгут». Именно этот подход нередко помогает ему разобраться в самых сложных и невероятных случаях, а значит, спасти жизнь ещё одному пациенту.
Когда-то Хаус перенёс инфаркт четырёхглавой мышцы правого бедра, был прооперирован, и теперь испытывает постоянные сильные боли в ноге, от которых спасается, принимая викодин. Ходит тяжело, опираясь на трость, принимает викодин постоянно в огромных дозах, зачастую — прямо в присутствии пациентов, без викодина он не в состоянии ни работать, ни просто жить; фактически он наркоман, знающий о своей зависимости, но не желающий от неё избавляться. Инвалидность и наркозависимость влияют на стиль поведения Хауса, он склонен часто оправдывать свою язвительность и бестактность болью. Хаус активно интересуется теми из своих пациентов, кто, подобно ему, испытывают хронические сильные боли. Значительная часть сериала посвящена теме наркозависимости Хауса и попыткам немногочисленных друзей заставить его вылечиться от неё.

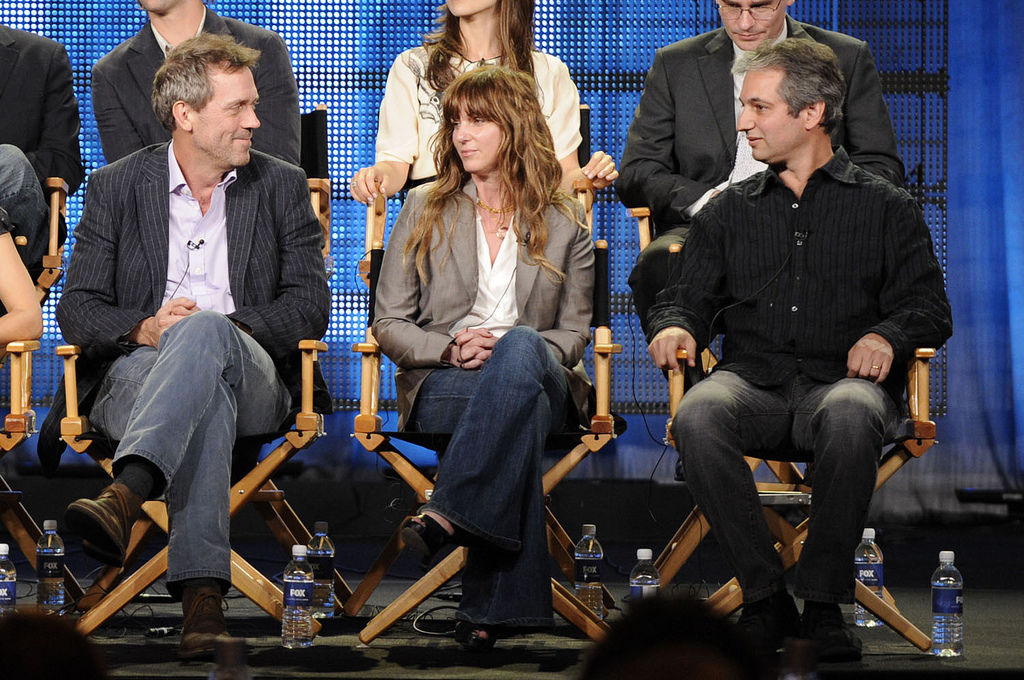
Хью Лори, продюсер сериала Кэти Якобс и автор идеи Дэвид Шор

Ассистенты Хауса — молодые и многообещающие врачи: иммунолог Эллисон Кэмерон (Дженнифер Моррисон), невролог Эрик Форман (Омар Эппс) и хирург и реаниматолог Роберт Чейз (Джесси Спенсер). В четвёртом сезоне появляются новые помощники: девушка-врач Реми Хадли, по прозвищу Тринадцатая (Оливия Уайлд), молодой врач Лоренс Катнер (Кэл Пенн) и пластический хирург Крис Тауб (Питер Джейкобсон). В пятом сезоне по неизвестным причинам Лоренс Катнер совершает самоубийство (актёру Кэлу Пенну предложили должность в президентской администрации Барака Обамы, и он принял решение покинуть эту роль). В конце пятого сезона Хаус оказывается в психиатрической лечебнице: на почве злоупотребления викодином у него начинаются системные галлюцинации, влияющие на поведение. В шестом сезоне происходят частые смены в команде: временно главой диагностики становится Эрик Форман; уходят Крис Тауб и Тринадцатая, приходят Роберт Чейз и (ненадолго) Эллисон Кэмерон. Приходит излечившийся от зависимости Хаус, возвращаются Крис Тауб и Тринадцатая, которая в седьмом сезоне снова уходит и на её место приходит новая молодая талантливая студентка третьего курса (врач-практикантка) — Марта М. Мастерс (Эмбер Тэмблин), у которой свои взгляды на методы Хауса. В девятнадцатой серии седьмого сезона она уходит в связи с окончанием практики и нежеланием проходить интернатуру под руководством Хауса, на её место опять приходит Тринадцатая.
Другие его соратники — лучший друг Хауса, доктор Джеймс Уилсон (Роберт Шон Леонард), онколог, и доктор Лиза Кадди (Лиза Эдельштейн), эндокринолог, которая является заведующей больницей.
В связи с тем, что Лиза Эдельштейн не захотела продлевать контракт на 8 сезон, место заведующего больницей занял Форман, которого играет Омар Эппс.

## Содержание
Структура серий в том, что касается медицинской деятельности Хауса и его команды, достаточно однородна. Большинство эпизодов начинается вне стен Принстон-Плейнсборо, вымышленной клинической больницы в городе Принстоне, штат Нью-Джерси, где работает Хаус. В начале эпизода, как правило, показаны события, которые предшествуют проявлению симптомов у пациента. На протяжении эпизода команда врачей пытается определить болезнь, вызывающую эти симптомы. Команда приходит к диагнозу, используя метод дифференциальной диагностики, при этом Хаус руководит обсуждением диагноза.
Как правило, в течение серии, по мере развития заболевания, больному ставится от одного до трёх диагнозов, соответствующих всем имеющимся фактам, но впоследствии оказывающихся ошибочными, и делается попытка начать лечение, которая либо не даёт никаких результатов, либо приводит к ухудшению состояния. В связи с этим у больного, его родных и близких прогрессирует недоверие к Хаусу, и когда в конце серии ставится верный диагноз, рекомендации по окончательной диагностике и лечению принимаются с большим сопротивлением.
Часто оказывается, что болезнь было невозможно сразу определить, потому что пациент или его близкие лгали о симптомах и обстоятельствах, предшествующих болезни (например, любовном романе на стороне, венерическом заболевании, употреблении алкоголя или наркотиков, работе, вызвавшей болезнь, и др.), хотя пациент, как правило, не осознаёт важности утаённой информации. В связи с этим Хаус часто говорит «все лгут» (англ. everybody lies) или «пациент лжёт» в процессе обсуждения. Часто звучит также фраза «пациент — идиот», которая обычно произносится в контексте обсуждения действий пациента, особенно его попыток самолечения. Во многих сериях двое из команды Хауса (в нескольких сериях — даже он сам) предпринимают незаконный обыск в жилище пациента для получения дополнительной информации о пациенте и его окружении.
Нежелание Хауса выполнять менее нагрузочные, но более обширные обязательства по работе в клинике — частый дополнительный сюжет сериала, — связано с банальностью, рутинностью этой работы. В клинике Хаус работает с пациентами в своей обычной эксцентричной и остроумной манере, часто предлагая нетрадиционные методы лечения и удивляя пациентов быстрыми и точными диагнозами после того, как он, казалось, практически не обращал на них внимания. Пациенты из клиники часто становятся мишенями фирменной иронии и остроумия Хауса, нередко впоследствии жалуются на него. При этом во многих сериях идея окончательного (правильного) диагноза для «сюжетного», тяжёлого больного приходит в голову Хаусу именно во время клинического приёма, когда что-то в «несюжетном» пациенте клиники, его словах, симптомах, характере болезни ассоциируется с расследуемым случаем. В такой ситуации Хаус может просто бросить приём и срочно поковылять с тросточкой помогать более страждущему.
Кроме интересных медицинских случаев, которые в зависимости от конкретного случая имеют более или менее реальную медицинскую подоплёку, в сериале раскрываются отношения Хауса со своими коллегами и друзьями (а также раскрывается характер персонажа) Со своей своеобразной жизненной философией и противоречивым обаянием, он любит испытывать людей и наблюдать за ними. Но люди, в свою очередь, тоже влияют на характер Хауса; он противопоставляет себя окружающим, открывает при этом взаимодействии что-то новое для себя.

## Медицина в сериале
Технический консультант сериала, доктор Лиза Сандерс, известна по публикациям собственной медицинской колонки в газете «Нью-Йорк Таймс». Именно её статьи навели Пола Аттаназио, одного из исполнительных продюсеров сериала, на идею сериала о медицинском расследовании.
Несмотря на то, что медицина является важной частью сериала, действие обычно принимает своеобразный детективный характер (в частности, доктор Хаус практикует незаконное проникновение в дома пациентов в поисках улик, которые могут помочь поставить диагноз).
В начале некоторых серий можно увидеть персонажей, медицинские симптомы которых заставляют зрителя думать, что это им суждено стать пациентами доктора Хауса. Но обычно серьёзно болен оказывается другой персонаж, симптомы которого до определённого момента вообще не проявлялись или казались незначительными.

### Волчанка
Одно из аутоиммунных заболеваний, волчанка, стало своеобразным рефреном сериала. Однако, как будто осознав это, создатели сериала, в конце концов, вывели волчанку из такого назойливого появления в каждой серии (волчанка упоминалась как один из предполагаемых диагнозов, вероятно, из-за большого числа противоречивых симптомов, характерных для этой болезни). Тем не менее, эта болезнь осталась символической для Хауса. В DVD-издание второго сезона сериала даже был включён сюжет под названием «It Could Be Lupus…», смонтированный из сцен, в которых различные врачи (в основном доктор Кэмерон) высказывают предположение о волчанке. Из 9-го эпизода третьего сезона можно узнать, что Хаус прячет запас викодина в книге, посвящённой волчанке, оправдывая это тем, что книгой никто не пользуется. В 1 серии 8 сезона Хаус, находясь в тюрьме за действия, совершённые в конце 7 сезона, ставит одному из заключённых диагноз «Волчанка», основываясь на выпадении у больного бровей. Однако волчанка всё же не обошла одного из пациентов Хауса и его команды. В 8 серии 4 сезона «Лучше тебе не знать» иллюзионист, проваливший свой номер из-за потери сознания на сцене, попал в Принстон-Плейнсборо благодаря доктору Катнеру. Хаус, до конца считавший пациента мошенником, в конце серии, со словами: «Сбылась моя мечта!» — ставит ему неожиданный диагноз — волчанка. Аналогичную популярность завоевал васкулит и саркоидоз.

## История создания

### Аллюзии на Шерлока Холмса
Ссылки на то, что Грегори Хаус был основан на известном вымышленном детективе Шерлоке Холмсе, созданным сэром Артуром Конаном Дойлом, появляются на протяжении всего сериала. Шор объяснил, что он всегда был поклонником Холмса и его равнодушие к своим клиентам считал уникальным.
Дэвид Шор рассказал, что фамилия «Хаус» придумана таким образом, что она похожа на фамилию «Холмс». Кроме того, лучший друг Шерлока Холмса — доктор Джон Ватсон, что созвучно имени лучшего друга Хауса, Джеймса Уилсона (и тот, и другой не выносят своих сокращённых имён — Джо и Джим соответственно). Кроме того, два друга в течение нескольких сезонов живут — так же, как и главные герои книги Артура Конана Дойла — в соседних комнатах одной квартиры. Номер квартиры 221В, что совпадает с номером дома Шерлока Холмса на Бейкер-стрит в Лондоне, это можно заметить в начале 7 серии 2 сезона. А также в 13 серии 7 сезона Хаус предъявляет документы с аналогичным адресом.
Человека, стрелявшего в Хауса в заключительном 24-м эпизоде второго сезона, зовут Джек Мориарти, что почти совпадает с именем профессора Джеймса Мориарти, главного антагониста рассказов о Шерлоке Холмсе.
В 11-м эпизоде пятого сезона доктор Уилсон рассказывает сотрудникам Хауса вымышленную историю про пациентку Хауса по имени Ирен Адлер, в которую он влюбился и которая его затем бросила. Имя и фамилия пациентки заимствованы из рассказа Артура Конана Дойла «Скандал в Богемии», в котором фигурирует Ирен Адлер — единственная женщина, перехитрившая Шерлока Холмса и пробудившая в нём интерес к себе.
В этой же серии Хаус получает в подарок книгу «Руководство по хирургическим операциям». Книга реально существует и написана Джозефом Беллом, послужившим Артуру Конану Дойлу прототипом Шерлока Холмса.

### Место действия

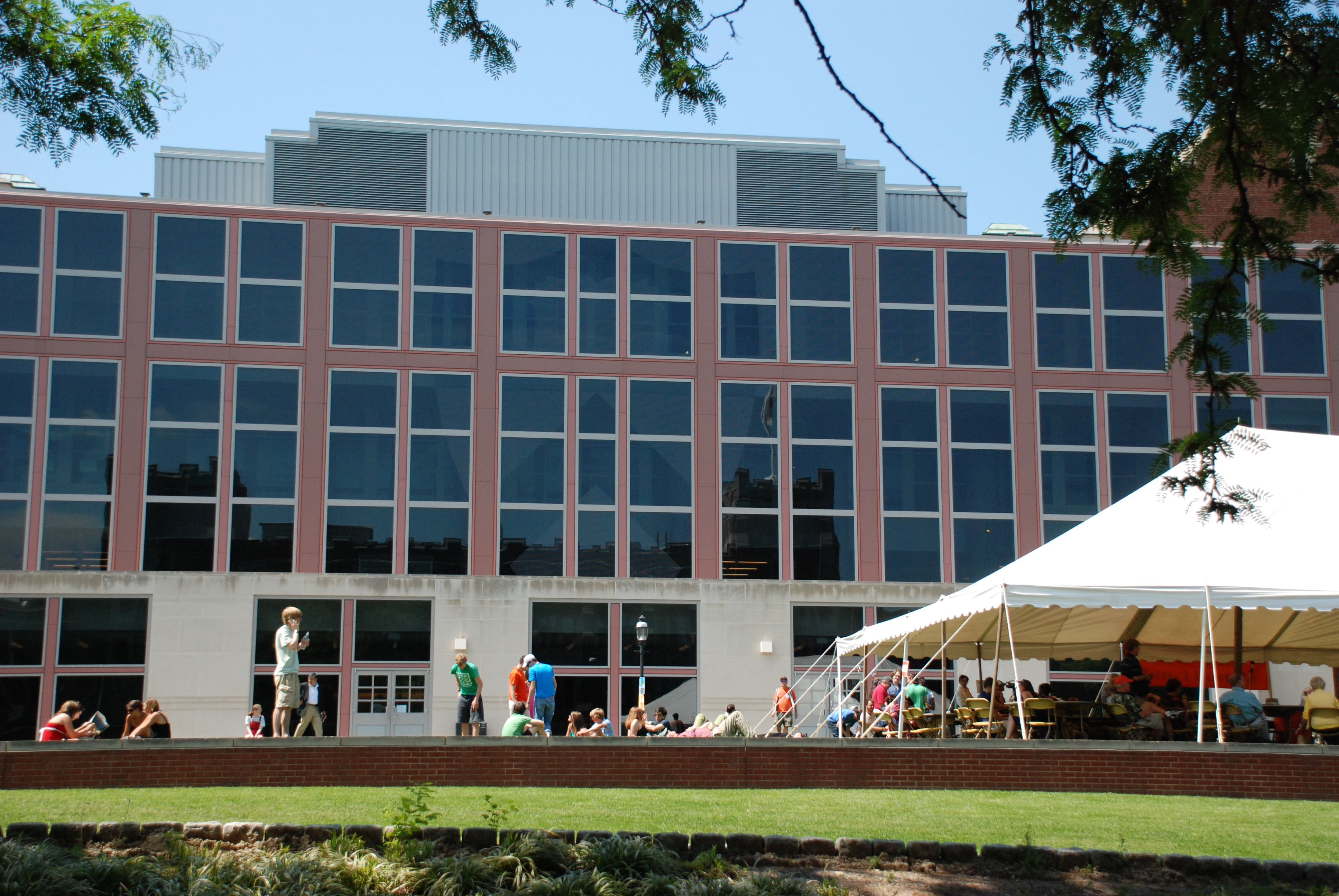
Здание в кампусе Принстонского университета, ставшее прототипом госпиталя в сериале

Сериал Доктор Хаус часто снимался с использованием техники съёмки «прогулки и разговора», популяризированной такими сериалами как Сент-Элсвер, Скорая помощь, Ночь спорта и Западное крыло. Эта техника включает в себя использование отслеживающих снимков, показывающих двух или более персонажей, идущих между местоположениями во время разговора. Исполнительный продюсер Кэти Джейкобс сказала, что шоу часто использует технику, потому что «когда вы ставите сцену в движении, это… способ создания срочности и интенсивности». «Камеры и спецэффекты перемещаются не только по горлу одного пациента, — заметил другой критик, — но и по носу, и внутри его мозга и ноги».
Действие сериала происходит в округе Мёрсер штата Нью-Джерси. Во вступительных титрах можно увидеть панорамы местности вблизи Принстона, Трентона, Восточного Виндзора и Плейнсборо. Прототипом учебного госпиталя Принстон-Плейнсборо является реальный госпиталь в городе Принстон- Принстонский университетский медицинский центр. Здание, которое изображает госпиталь в сериале, на самом деле — одно из зданий студенческого городка Принстонского университета (Frist Campus Center).
Съёмки также велись в Лос-Анджелесе (Калифорния), в павильонах студии 20th Century Fox. Натурные съёмки проходили в университетских городках Калифорнийского университета в Лос-Анджелесе и Университета Южной Калифорнии, за исключением пилотной серии, которая снималась в канадском Ванкувере.

### Подбор актёров
Первоначально продюсеры искали «типичного американца», который бы сыграл Хауса. Брайан Сингер, в частности, был убеждён, что ни за что не наймёт на эту роль неамериканского актёра. Во время периода кастинга актёр Хью Лори был в Намибии, на съёмках фильма Полёт Феникса. Лори импровизировал, используя зонтик из камыша. Сингер был очень впечатлён его игрой и прокомментировал, насколько хорошо «американский актёр» смог понять персонажа. Сингер не знал, что Лори был англичанином, благодаря его убедительному американскому акценту.
Первым актёром, которого создатели сериала утвердили на роль, был Роберт Шон Леонард.
Во время прослушивания Хью Лори считал, что главным персонажем сериала будет Уилсон, а доктору Хаусу предназначена роль его компаньона.
Многие из актёров, занятых в сериале, имеют врачей среди родных. Врачами, например, были отцы Хью Лори и Лизы Эдельштейн, а у Джесси Спенсера в медицинской сфере работают не только отец, но и братья. Хью Лори признавался в интервью, что чувствует вину за то, что, притворяясь врачом, получает больше денег, чем когда-то его отец за настоящую работу врача.
В конце третьего сезона Хаус увольняет Чейза, а Форман и Кэмерон уходят в отставку. После эпизода, в котором Хаус «заимствует» уборщика, называет его «Доктор Буффер» и использует при постановке диагнозе больному, Хаус должен нанять новую диагностическую группу, для которой он отбирает семь финалистов. Первоначально продюсеры планировали нанять двух новых штатных актёров, с Форманом, который возвращается в пятом эпизоде четвёртого сезона, в результате чего команда вернулась к трём членам; в конечном итоге было принято решение добавить трёх новых постоянных актёров. В девятом эпизоде сезона показана новая команда Хауса: к Форману присоединяются врачи Лоуренс Катнер (Кэл Пенн), Крис Тауб (Питер Якобсон), и Реми «Тринадцатая» Хэдли (Оливия Уайльд). Кандидаты, отвергнутые Хаусом, не вернулись в сериал, за исключением Эмбер Волакис (Энн Дудек), которая появлялась на протяжении оставшейся части четвёртого сезона в качестве подруги Уилсона, а в пятом и восьмом сезонах в галлюцинациях Хауса. Катнер был выписан из сериала в 20 серии 5-го сезона после того, как Пенн занял должность в Управлении по связям с общественностью и Межправительственным отношениям Белого дома Обамы.
В сериале в ролях второго плана или в качестве камео иногда появляются известные киноактёры, музыканты и другие известные люди, а в отдельных случаях — сами создатели сериала. В первой серии второго сезона роль преступника-рецидивиста сыграл Джеймс Тодд Смит, известный под сценическим псевдонимом LL Cool J. В пятнадцатой и шестнадцатой сериях четвёртого сезона в роли бармена снялся вокалист группы Limp Bizkit Фред Дёрст, а в одной из серий («Спортивная медицина») в роли режиссёра, снимающего рекламу, появляется продюсер сериала Брайан Сингер.

### Музыка
В качестве оригинальной музыкальной темы вступительных титров использована композиция «Teardrop», исполненная группой Massive Attack. Во время титров звучит только инструментальное вступление и финал. В финальной серии четвёртого сезона можно услышать слова песни «Teardrop» в исполнении Хосе Гонсалеса. В издание «House M.D. Original Television Soundtrack», выпущенное звукозаписывающей компанией Nettwerk Records 18 сентября 2007 года, вошли полные версии некоторых композиций, прозвучавших в первых трех сезонах.

## Роли и актёры первого плана

Главные персонажи телесериала (слева направо): Уилсон, Кэмерон, Чейз, Катнер, Тауб, Хаус, Тринадцатая, Форман, Кадди.

Доктор Грегори Хаус, главный герой, возглавляет диагностическое отделение. Хаус называет себя «сертифицированным врачом-диагностом с двойной специализацией: инфекционных заболеваний и нефрологии». Доктор Джеймс Уилсон, единственный настоящий друг Хауса, является руководителем онкологического отделения. Доктор Лиза Кадди (Лиза Эдельштейн), эндокринолог, занимает должность декана медицинского факультета и главного врача Принстон-Плейнсборо. Хаус имеет сложные отношения с Кадди и их взаимодействие часто связано с высокой степенью инсинуации и сексуального напряжения. В шестом эпизоде пятого сезона, «Радость», они впервые целуются. В течение пятого сезона их физическая связь не продвигается дальше; В финале пятого сезона Хаус считает, что он и Кадди занимались сексом, но это его галлюцинация, вызванная зависимостью от викодина. В финале шестого сезона Кадди говорит Хаусу, что любит его. Они целуются и решаются быть парой. На протяжении седьмого сезона Хаус и Кадди пытаются наладить свои отношения. Тем не менее, в финале этого же сезона Хаус в гневе въезжает на своей машине в гостиную Кадди, и их отношения эффектно заканчиваются.
Первоначальная диагностическая команда Хауса состоит из доктора Эрика Формана (Омар Эппс), невролога; Доктора Роберта Чейза (Джесси Спенсер), реаниматолога; и доктора Эллисон Кэмерон (Дженнифер Моррисон), иммунолога. В третьем сезоне Форман объявляет о своей отставке, говоря Хаусу: «Я не хочу превращаться в тебя». В последней серии сезона Хаус говорит Чейзу, что он либо узнал все, что мог, либо вообще ничего, и увольняет его из команды. Кэмерон, у которой развилась привязанность к Чейзу, вскоре уходит в отставку.
В начале четвёртого сезона Хаус нанимает сразу тридцать докторов, список которых он сокращает до Тауба, Катнера и Тринадцатой (в серии «Игры»). Чейз и Кэмерон продолжают работать в учебном госпитале Принстон-Плейнсборо в других отделениях. Формана возвращает на работу к доктору Хаусу Лиза Кадди. Начиная с 4-го сезона в команде Хауса — 4 врача, а не три, как в первых трёх сезонах.
В шестом сезоне Форман возглавляет команду, Тауб из-за ухода Хауса увольняется, затем Форман увольняет и Тринадцатую. Форман остаётся один и приглашает обратно Кэмерон и Чейза. Сразу же возвращается Хаус, и команда некоторое время работает в прежнем составе: Форман, Кэмерон и Чейз. В последующих сериях Хаус возвращает на работу Тауба и Тринадцатую, из-за разногласий с Чейзом из команды уходит Кэмерон.
В первой серии седьмого сезона команду на неопределённое время покидает Тринадцатая. Начиная с 6-й серии в команде по протекции Кадди работает студент-медик Марта М. Мастерс. В 19 серии у Марты Мастерс заканчивается практика, но Хаус не даёт ей работать в его команде дальше, так как она, нарушив свой принцип, соврала ради постановки диагноза, и этот персонаж покидает сериал.
В восьмом сезоне Лиза Кадди перешла работать в другую больницу. В Команде Хауса появляются новые врачи — доктора Чи Пак и Джессика Адамс. Также Хаус увольняет Тринадцатую.
| Актёр              | Персонаж                | Главная роль в сезонах | Гостевая роль в сезонах | Кол-во эпизодов | Положение |
| ------------------ | ----------------------- | ---------------------- | ----------------------- | --------------- | --- |
| Хью Лори           | Грегори Хаус            | 1, 2, 3, 4, 5, 6, 7, 8 | н/д                     | 177             | - Руководитель отделения диагностической медицины |
| Лиза Эдельштейн    | Лиза Кадди              | 1, 2, 3, 4, 5, 6, 7    | н/д                     | 152             | - Управляющий госпиталем Принстон-Плейнсборо (1—7) - Декан медицинского факультета - Член правления Госпиталя Принстон-Плейнсборо - Член комитета по трансплантации органов                                                                             |
| Роберт Шон Леонард | Джеймс Уилсон           | 1, 2, 3, 4, 5, 6, 7, 8 | н/д                     | 171             | - Руководитель отделения онкологии - Член правления Госпиталя Принстон-Плейнсборо - Член комитета по трансплантации органов |
| Омар Эппс          | Эрик Форман             | 1, 2, 3, 4, 5, 6, 7, 8 | н/д                     | 170             | - Врач, отделение диагностической медицины (1—3, 4.04—7) - Руководитель отделения диагностической медицины (6.02—6.07) - Руководитель отделения диагностической медицины в Госпитале Мерси (4.01—4.03) - Управляющий госпиталем Принстон-Плейнсборо (8) |
| Джесси Спенсер     | Роберт Чейз             | 1, 2, 3, 4, 5, 6, 7, 8 | н/д                     | 165             | - Врач, отделение диагностической медицины (1—3, 6.03—8.20) - Хирург, (4—6.03) - Руководитель отделения диагностической медицины (8.22) |
| Дженнифер Моррисон | Эллисон Кэмерон         | 1, 2, 3, 4, 5, 6       | 8                       | 108             | - Врач, отделение диагностической медицины (1—3, 6.03—6.07) - Врач-координатор, отделение экстренной медицинской помощи (4—6) - Член бюджетного комитета - Заместитель управляющего госпиталем (5.13)                                                   |
| Питер Джейкобсон   | Крис Тауб               | 4, 5, 6, 7, 8          | н/д                     | 95              | - Врач, отделение диагностической медицины (4.02—6.02, 6.08—8.22) |
| Кэл Пенн           | Лоренс Катнер           | 4, 5                   | 8                       | 36              | - Врач, отделение диагностической медицины (4.02—5.20) |
| Оливия Уайлд       | Реми Хадли (Тринадцать) | 4, 5, 6, 7             | 8                       | 67              | - Врач, отделение диагностической медицины (4.02—6.02, 6.08—8.03) |
| Энн Дудек          | Эмбер Волакис           | 4                      | 5, 8                    | 19              | - Врач, отделение диагностической медицины (4.02—4.09) |
| Эмбер Тэмблин      | Марта М. Мастерс        | 7                      | 8                       | 15              | - Студент-медик, отделение диагностической медицины (7.06—7.19) |
| Одетт Эннабл       | Джессика Адамс          | 8                      | н/д                     | 21              | - Врач, отделение диагностической медицины (8.03—8.22) |
| Шарлин И           | Чи Пак                  | 8                      | н/д                     | 21              | - Врач, отделение диагностической медицины (8.02—8.22) |

## Реакция

### Критика и отзывы
С самого начала первого сезона сериал сопровождали преимущественно положительные отзывы телевизионных критиков. Сериал считался ярким пятном на фоне программы Fox, которая в то время была в значительной степени заполнена реалити-шоу. Мэтт Роуш из TV Guide написал, что сериал был «необычным лекарством для жанра медицинской драмы». Критик Дэвид Бьянкулли из New York Daily News высоко оценил уровень актёрской игры и сценария. Брайан Лоури из Variety, менее впечатлённый, написал, что сериал опирался на «последовательное рассказывание историй, хотя и в глянцевой обложке». Тим Гудман из San Francisco Chronicle назвал его посредственным и неоригинальным.

### Награды и номинации
За всё время трансляции сериал «Доктор Хаус» участвовал в 169 номинациях и получил 56 наград. В 2005 году «Доктор Хаус» был отмечен премией Пибоди. В 2005 и 2006 годах «Доктор Хаус» получил премию «Спутник» за лучший телевизионный драматический сериал. Гильдия сценаристов США в 2006 и 2010 годах называла «Доктор Хаус» лучшим драматическим сериалом.

### Телевизионные рейтинги
| Сезон | Кол-во эпизодов | Первый эпизод сезона  | Первый эпизод сезона          | Последний эпизод сезона | Последний эпизод сезона       | Средняя аудитория (в миллионах) |
| Сезон | Кол-во эпизодов | Дата                  | Кол-во зрителей (в миллионах) | Дата                    | Кол-во зрителей (в миллионах) | Средняя аудитория (в миллионах) |
| ----- | --------------- | --------------------- | ----------------------------- | ----------------------- | ----------------------------- | ------------------------------- |
| 1     | 22              | 16 ноября 2004 года   | 7,05                          | 24 мая 2005 года        | 19,52                         | 13,34                           |
| 2     | 24              | 13 сентября 2005 года | 15,91                         | 23 мая 2006 года        | 25,47                         | 17,35                           |
| 3     | 24              | 5 сентября 2006 года  | 19,55                         | 29 мая 2007 года        | 17,23                         | 19,95                           |
| 4     | 16              | 25 сентября 2007 года | 14,52                         | 19 мая 2008 года        | 16,16                         | 17,64                           |
| 5     | 24              | 16 сентября 2008 года | 14,77                         | 11 мая 2009 года        | 12,74                         | 13,62                           |
| 6     | 22              | 21 сентября 2009 года | 15,76                         | 17 мая 2010 года        | 11,06                         | 12,76                           |
| 7     | 23              | 20 сентября 2010 года | 10,54                         | 23 мая 2011 года        | 9,11                          | 10,32                           |
| 8     | 22              | 3 октября 2011 года   | 9,78                          | 21 мая 2012 года        | 8,72                          | 8,69                            |

## Издания на цифровых носителях
| Сезон | Сезон | Сезон | Дата выхода DVD | Дата выхода DVD  | Дата выхода DVD  | Дата выхода Blu-ray Disc | Дата выхода Blu-ray Disc |
| Сезон | Сезон | Сезон | Регион 1        | Регион 2         | Регион 4         | Регион A                 |                          |
| ----- | ----- | ----- | --------------- | ---------------- | ---------------- | ------------------------ | ------------------------ |
|       | 1     | 1     | 30 августа 2005 | 27 февраля 2006  | 12 июля 2006     |                          |                          |
|       | 2     | 2     | 22 августа 2006 | 23 октября 2006  | 25 октября 2006  |                          |                          |
|       | 3     | 3     | 21 августа 2007 | 19 ноября 2007   |                  |                          |                          |
|       | 4     | 4     | 19 августа 2008 | 27 октября 2008  |                  |                          |                          |
|       | 5     | 5     | 25 августа 2009 | 5 октября 2009   | 29 сентября 2009 |                          |                          |
|       | 6     | 6     | 31 августа 2010 | 20 сентября 2010 | 18 августа 2010  | 31 августа 2010          |                          |
|       | 7     | 7     | 30 августа 2011 | 26 сентября 2011 |                  | 30 августа 2011          |                          |
|       | 8     | 8     | 21 августа 2012 | 22 октября 2012  |                  | 21 августа 2012          |                          |

## В популярной культуре

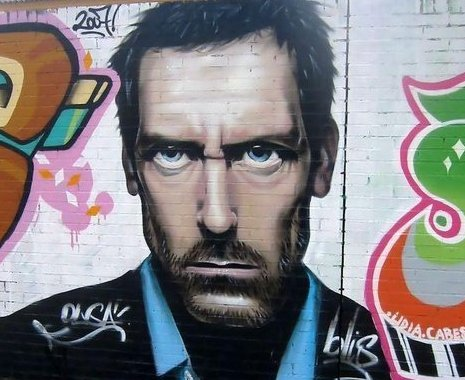
Граффити в Севилье

В телесериале «Клиника» несколько раз делали пародию на Хауса, в частности, в 4-м эпизоде 6-го сезона «Мой Доктор Хаус» (англ. My House) и в эпизоде 801 «Мои сволочи» (англ. My Jerks). Также сериал пародировали в 14-м эпизоде 21-го сезона «Симпсонов» и в «Гриффинах» 8-го сезона 9-й серии.

## Адаптации
В 2010 году вышел российский телесериал «Доктор Тырса», который во многом повторяет сюжет «Доктора Хаус».
Телеканал «Россия-1» (ВГТРК) купил лицензию на адаптацию сериала у компании NBCUniversal и выпустил сериал «Доктор Рихтер».